# Christmas Day (Trading) Act 2004
Christmas Day (Trading) Act 2004 (c 26) är en brittisk parlamentsakt. Den hindrar affärer större än 280 kvadratmeter/3 000 kvadratfot från att hålla öppet under juldagen i England och Wales. Mindre affärer omfattas inte av lagen.
Förslaget lades fram i Storbritanniens underhus av Kevan Jones för North Durham den 7 januari 2004.
Målet var att även i fortsättningen göra juldagen som en dag då alla större detaljhandlare hade stängt. Även om de av tradition länge höll stängt denna dag, började bland annat Woolworths under det sena 1990-talets dagar att även denna dag ha öppet. Både religiösa grupper och fackföreningar motsatte sig dock idén.
Den långa titeln är "An Act to prohibit the opening of large shops on Christmas Day and to restrict the loading or unloading of goods at such shops on Christmas Day."